# Remontoiruhr
Eine Remontoiruhr ist eine Taschenuhr mit Kronenaufzug.
Die erste Remontoiruhr wurde 1842 von Jean-Adrien Philippe in Genf konstruiert.
Für diese Neuerung, die einen Schlüssel und die Öffnung des Gehäuses zum Aufziehen der Uhr unnötig machte, erhielt Philippe zwei Jahre später eine Goldmedaille auf der Pariser Weltausstellung. Eine Remontoiruhr ist von einer Uhr mit remontoir d’egalite zu unterscheiden.
Eine Remontoiruhr wird in Theodor Fontanes Roman Irrungen Wirrungen erwähnt. Auch Joseph Roth verwendet den Begriff noch.